# 動員
動員（どういん）とは通常何らかの目的のために物資・人員を集中することをいう。現代では、例えば映画やイベントなどにおける集客数の意味でも「動員数」という言葉が使用されている。しかし、元々は軍事用語からの転用であり、この項目では軍事用語としての「動員」を解説する。
動員は19世紀後半から第一次世界大戦後までの間、全ての主権国家が恫喝や戦争遂行のために準備していた軍事的手段。動員によって軍隊は平時編制から戦時編制に移行し、この時期の軍隊においては動員の主任務は兵を召集することにあった。
動員の下地である近代徴兵制度はフランス革命後のフランス共和国において初めて実施され、1850年代のプロイセンが国民皆兵を実施し普仏戦争に大勝したことにより、その後数十年の陸軍の基本が徴兵と動員に決定した。
近代において動員と召集はほぼ同義であるが、現代においては戦時編制に移行する際に兵の召集を行わないために、動員の意味は変化している。

## 原因

### 徴兵国家
近世の独仏等の徴兵国家の陸軍は平時は将校過多の状態であり、動員によって将校と兵士のバランスが取れた。国家が動員をかけるということは、その国が近隣諸国に戦争を仕掛ける予兆であり、大国と小国の場合は恫喝、大国同士の場合は挑発の効果となる。動員が長引けばそれだけ仮想敵国に時間を与えることになるので、動員は国家の輸送網を最大限に利用して行われた。
戦時に国民を動員するためには、国家が平時から国民を兵士として訓練する必要がある。近代国家が徴兵令によって成年に達した国民を部分的にしろ徴兵し、そこで数年訓練を行う。彼らが戦時に兵卒として動員される。当然ながら、動員をかける際には訓練の記憶が新しく、体力的にも優れている若い方からなされる。
19世紀後半においては、徴兵訓練人口が多ければ多いほどその国の潜在的軍事力が高いということになっており、これは特に間違いではなかった。部分動員の場合であっても徴兵人口が多ければ多いほど、一個師団を充足するための人員を狭い範囲から集められるので、各国は徴兵人口の増加に心血を注いだ。このためヨーロッパ大陸諸国はこぞって徴兵人口を増やし、第一次世界大戦開戦時には、ドイツ・フランス両国の徴兵人口は成年男子の6割に達した。両国が高い徴兵人口率を達成できたのは、陸続きの国家は敵の侵入に対し、軍事的にも政治的にも可及的速やかに撃退力を有した陸軍を編成して撃退しなくてはならないという問題があるからである。独仏は普仏戦争でも矛を交えており、エルザス＝ロートリンゲンの帰属問題のために当時は犬猿の仲で、互いに競って徴兵人口率を上げていた。

### 鉄道の発達
なぜ1850年代から動員という概念が各国に浸透したかについては、鉄道の発達によるものが大きい。これより以前は陸上輸送のスピードが遅く、動員令が予備役に届けられ、予備役が軍隊の指揮下に入り師団が充足されるまでに、膨大な時間がかかってしまい、その間に敵方の常備軍による侵攻、あるいは海上輸送による上陸作戦を防ぐことができず、敵に橋頭堡を与えてしまうため、このような動員は現実的ではなかった。鉄道の充実により武装した兵士の国内移動が迅速に行えるようになり、敵の侵攻に動員した師団をぶつけることができるようになったのである。このように、鉄道の進化と動員の発展は切っても切れない関係にある。第一次世界大戦前のドイツ帝国において、鉄道は平時も陸軍の管轄であったことがそれを端的に示している。
プロイセンは普墺戦争・普仏戦争においては、各国の鉄道の未発達に付け込んで、自国の鉄道を仮想敵国の国境まで事前に敷設することで、軍事的優位を手にした。だが、第一次世界大戦においては各国共に鉄道・他の交通手段が発達しており、最早その優位は薄れており、両国が迅速に兵力を西部戦線に集中したため悲惨な塹壕戦が発生することとなった。

### 第一次世界大戦時の徴兵と動員
英米は第一次世界大戦当時、徴兵制そのものを保有していなかった。アメリカはモンロー主義によって紛争にできる限り首を突っ込まない政策をとっており、イギリスはその巨大な海軍によって本土の防備が可能だったからである。このように、島国は敵の陸軍が開戦と同時に本土にやってくることはないので、戦争が始まってから志願を募り、訓練をする時間がある。
当然ながら、数年しか軍役を受けていない人々を動員することによって充足できるのは歩兵だけであり、専門的な知識や熟練した技術を要する砲兵や騎兵、海軍（及び、当時は存在しない空軍パイロットや戦車兵）を充足するのは不可能である。これらは平時から猛訓練によって各兵器を手足のように扱える職業軍人が扱っていた。
すなわち、平時から巨大な海軍（＝職業軍人部隊）を維持し本国を守ることができる大英帝国は徴兵によって防御のための陸軍である徴兵制度を整える必要がなかったと言える。しかし、イギリスは参戦直後作り上げたキッチナー陸軍という巨大志願兵部隊の損耗と共に、アメリカは参戦後に、両国共に部分的にしろ徴兵制を1917年から導入せざるを得なくなった。

## 総動員
大国同士の戦争になると、兵士としての使用に耐えうる限界年齢までを一気に動員することがある。この限界年齢は多くの国家で40歳から45歳とされた。これを総動員という。国家・人口の規模に対して多くの兵士を集めることができるが、短期的には、国家経済を担う労働力の欠如から経済の破綻をもたらし、長期的には、国内の人的資源を大きく損耗し数十年にわたって人口バランスが狂ってしまう（戦間期のフランス、第二次大戦後のソ連等で徴兵対象となった年代の男子の人口減・更にその子供世代の人口減にまで現れている）。
第一次世界大戦は、ロシア帝国が動員をかけたことで、ドイツ帝国がシュリーフェン・プランに基づいて総動員をかけたことで開戦した。総動員は国家にとって失敗の許されないものであるが、近隣諸国に対する影響から当然訓練で総動員をかけることは不可能だった。第一次世界大戦前、ロシアは当初は恫喝の意味で部分動員をかけ開戦する意図はなかったが、結局それは4年に渡る戦争の引き金となってしまった。このことをみても、部分・総に拘らず、多数の動員を実際に訓練することは不可能であることが分かる。
他には、第二次世界大戦のポーランド、フランス、ソ連等が開戦後に総動員をかけた。日独はかなり遅い時期まで総動員をかけなかった。第二次世界大戦のドイツが総動員をかけなかったのは経済への打撃を恐れた他、電撃戦を遂行するための機甲軍は動員によっては充足できなかったからだろう。第二次世界大戦において、ナチス・ドイツは電撃戦によってポーランドを動員を完了する前に降伏に追い込んだが、独ソ戦では初期こそ勢いが続いていたものの総力戦に追い込まれ敗北した。

## 女性の動員
イギリス
- 1917年 - 志願陸軍婦人部隊（Women’s Army Auxiliary Corps, WAAC）編成。
- 1918年 - 王立婦人空軍編制。
- 1938年 - イギリス軍予備役の国防義勇軍や婦人軍を集合して補助地方義勇軍（Auxiliary Territorial Service, ATS）設立
- 1939年 - 婦人補助空軍（Women's Auxiliary Air Force, WAAF）組織。
- 1949年 - 王立婦人陸軍（〜1992年）、王立婦人空軍（〜1994年）編制。

アメリカ合衆国
- 1942年 - 婦人陸軍部隊（Women's Army Corps, WAC）、海軍婦人義勇部隊（Women’s Accepted for Volunteer Emergency Service、WAVES）編制。

ソ連
- 第46親衛夜間爆撃航空連隊（女性空軍）

中国
- 1911年 - 女子北伐敢死隊が組織。
- 1926年 - 武漢中央軍事政治学校で女生隊が組織[1]。

日本
- 女子挺身隊が結成された。

## 日本
別宮暖朗によれば、「徴兵制の完成度は成年男子の総数に対する訓練済み予備役兵士の比率で表される。訓練率と呼ばれるもので、第1次大戦前の独仏両国では6割以上に達していた。これに対し、日本は1935年まで2割を超えることがなかった。2割はイギリスなど志願制をとっている国と大差がない」という。
日清戦争では、20-32歳の兵役年齢層の動員率が5.7％（国外動員率4.1%）と推計される。
日本陸軍は1925年に17個に削減した常備師団を、1937年の日中戦争開戦から太平洋戦争開始までに49個に増加させたが、第一次世界大戦において独仏両国は半月足らずで80個師団を動員し戦線に投入した。日本は1914年時点で既に独仏両国の人口を上回っており、人的資源面から見れば師団増強は容易であるにも拘らず、日本の師団増強は遅々としていた。
動員が軍事的意味を持つのは、平時の徴兵人口を多く保っている場合である。これは、数年の徴兵人数増強で達成できるわけではない。日本の訓練人口は上記のようにドイツなどに比べると圧倒的に低かったが、むしろ、日中戦争という戦時下においても、師団増強のための訓練よりも師団の装備充実やその維持のための財源捻出を念頭に置かなくてはならなかったことが原因である。
日中戦争中に施行された国家総動員法は、兵員動員のための法案としてよりも、経済動員としての側面が強く、その条文の中にある、「勅令によって臣民を徴用し総動員業務に従事せしめる」・「総動員物資の確保のための差し押さえ・輸出入関税変更・法人統廃合及び設立・価格賃金の変更を勅令によって命令できる」及び「兵役法は徴用に優先する」からも明らかに、動員の軍事的意味とは関係のない法案である。むしろ、この法案の「総動員」は動員の軍事用語からの転用された意味に立脚しているものと見て取れる。
また、旧日本軍の戦時動員を強制連行であったとする見解があり、議論がある（強制連行参照）。

## 動員の影響
直接的には、動員は平時には普通に生活している人々を徴兵するため、国家経済へかける負担が非常に大きい。
また、第一次世界大戦後のフランスで顕著であったが、若年層が大量に死傷するために、人口分布に大幅な崩れが起きてしまう。ナポレオン戦争後や両大戦間期において、フランスの出生率は大きく落ち込み、これが当時のフランスの軍事的弱体化にも繋がっている。
一方、この第一次世界大戦における長期間の動員によって男性が担っていた経済の埋め合わせのために各国で女性の社会進出が進んだ。大戦後各国は相次いで女性参政権を認めている。

## 現在
冷戦終結とともに徴兵制をやめる国が増加していった。軍事技術の発展によって、徴兵によって数年訓練を受けただけの素人が軍隊の中核を担うのが困難であるという見方が主流になり、多くの国で職業軍人を中心とした軍隊が形成されていった。
他方、徴兵制を維持する国も多く、スイス、韓国、北朝鮮、イスラエルのように未だに国民皆兵志向の徴兵制を実施している国家も存在する。このような国の徴兵は、ゲリラ戦術への対応や隣国との軍事的緊張における銃後の備えを国民の意識に刷り込む目的もある。現在も停戦中ゆえのスパイやテロの緊張感、中立状態を維持するためのシンボルなどである。また、何十年も続いてきたことにより、成人になる通過儀礼として確立され、廃止に反対する世論が大きくなってしまっている側面も存在する。2022年2月24日に勃発したロシアによるウクライナ侵攻に際して、ウクライナは国内の18歳から60歳までの全男性に対して総動員令を発令した。
徴兵制を実施している・していた国については徴兵制度を参照。